# Nana irregular de Sagitari
La galàxia nana irregular de Sagitari o SagDIG (Sagittarius Dwarf Irregular Galaxy en anglès) és una galàxia irregular que forma part del Grup Local i que s'hi troba a 4,2 milions d'anys llum de la Terra. És una galàxia LSB (de baixa lluentor superficial).
Imatges obtingudes amb el telescopi espacial Hubble, mostren que el cos principal de SagDIG presenta uns complexos de formació estel·lar que cobreixen una fracció apreciable de l'àrea total de la galàxia. La presència d'un procés de formació estel·lar dins d'una galàxia rica en gas com aquesta fa de SagDIG un laboratori excel·lent on els científics poden comprovar les teories actuals sobre què és el que desencadena la creació d'estels en galàxies aïllades.
Va ser descoberta per Cesarsky et al. en una fotografia presa per a l'ESO (B) Atles el 13 de juny de 1977.
Nota: SagDIG no ha de ser confosa amb SagDEG, la galàxia Nana el·líptica de Sagitari, galàxia satèl·lit de la Via Làctia a sols 70.000 anys llum de distància.